# Willi Harwerth
Willi (eigentlich: Wilhelm) Harwerth (* 4. August 1894 in Borby (heute Eckernförde); † 4. Januar 1982 in Bensheim) war ein deutscher Grafiker und Illustrator.

## Lebenslauf
Er studierte bei Walter Tiemann an der Königlichen Kunstakademie und Kunstgewerbeschule in Leipzig.
Danach arbeitete er als Zeichner bei der Schriftgießerei Gebr. Klingspor in Offenbach, wo er ab 1936 die Klasse für Heraldik, Illustration und Holzschnitt an der Kunstgewerbeschule übernahm.
Harwerth schuf Illustrationen und Buchschmuck (Vignetten) zu vielen Märchen- und Liederbüchern. Daneben entwarf er Bucheinbände.

## Buchwerke und Illustrationen
- Klingspor-Kalender (1922–1939)
- Johann Wolfgang von Goethe: Die neue Melusine. Mit 8 Illustrationen von Willi Harwerth. Leipzig, Insel-Verlag 1922 (1999: Insel-Bücherei 1198 – ISBN 978-3-458-19198-8)
- Gottfried Keller: Kleider machen Leute. Wien, Schroll & Co. ca. 1922 (Illustrationen)
- Rudolf Binding: Keuschheitslegende. Potsdam, Rütten & Loening, 1922
- ders.: Ein Märchen. Hamburg, Hans Dulk, 1950
- ders.: Das Märchen vom Walfisch. Hamburg, Hans Dulk, 1951
- Viktor von Scheffel: Das Hildebrandlied, Offenbach, Gerstung, 1923
- Paul Strähle: Süddeutschland von oben. Erste Folge: Württemberg und Hohenzollern. Einhundert Aufnahmen aus dem Flugzeug von Paul Strähle. Tübingen, Alexander Fischer 1925 (Deckenentwurf)
- Niemand kommt nach Haus, Oldenburg, Stalling Verlag 1926
- Tiermärchen aus aller Welt, neuerzählt von Will Vesper. Oldenburg: Stalling, 1928
- Paul Alverdes: Die Legende vom Christ-Esel, Hamburg, Dulk 1953 (Holzschnitte)
- Ein hübsch Spiel gehalten zu Ury in der Eydgenossenschaft von Wilhelm Thellen, ihrem Landmann und ersten Eydgenossen. Zürich, Fretz 1926 (Holzschnitte)
- Christian Morgenstern: Ostermärchen (aus dem Nachlass des Dichters). Oldenburg, Lappan 1985 (Illustrationen) – ISBN 3-89082-026-3
- Heinrich Hoffmann: König Nußknacker und der arme Reinhold. Ein Kindermärchen in Bildern. Darmstadt-Frankfurt/Main, Rütten & Loening 1951 (461.–470.)
- In der Insel-Bücherei die Natur-, Lieder- und Märchenbücher:
  - 1934: Das kleine Baumbuch (IB 316/2)
  - 1936: Das kleine Kräuterbuch (IB 269/2; 6. Auflage, Frankfurt am Main 1987)
  - 1937: Fünfundzwanzig deutsche Weihnachtslieder. Zweistimmig gesetzt von Helmut Walcha. Insel Verlag, Leipzig 1937 (1986: IB 1027/2), Titelzeichnung und 16 Vignetten
  - 1937: Das kleine Pilzbuch (IB 503/1A)
  - 1938: Hans im Glück (IB 530/1, mit Motiven u. a. von Lübeck)